# 1996年アトランタオリンピックのモンゴル選手団
1996年アトランタオリンピックのモンゴル選手団（1996ねんアトランタオリンピックのモンゴルせんしゅだん）は、1996年7月19日から8月4日にかけてアメリカ合衆国のジョージア州アトランタで開催された1996年アトランタオリンピックのモンゴル選手団、およびその競技結果。

## 概要
今大会は銅メダル1個を獲得した。

## メダル
| メダル | 選手名                     | 競技 | 種目           |
| ------ | -------------------------- | ---- | -------------- |
| 銅     | ドルジパラム・ナルマンダフ | 柔道 | 男子60kg以下級 |